# Maramataha (rivière)
La rivière Maramataha  (en anglais : Maramataha River) est un cours d’eau de la région de Manawatu-Wanganui dans l’Île du Nord de la Nouvelle-Zélande.

## Géographie
La rivière part vers l’ouest du lac Taupo et s’écoule globalement vers l’ouest pour devenir un affluent de la rivière Ongarue.